# Muhammad al-Mahdi ibn al-Mansur
Muhammad al-Mahdi ibn al-Mansur (محمد بن منصورالمهدى ) (n. 744 - d. 785) a fost al treilea calif abbasid care a domnit între anii 775-785. Numele de Mahdi înseamnă „cel bine îndemnat (de Dumnezeu)”, supranume pe care și-l autoatribuiau califii pentru a-și exprima calitățile morale și religioase.

## Domnia lui Muhammad al-Mahdi ibn al-Mansur
Cei zece ani de domnie ai lui Muhammad al-Mahdi ibn al-Mansur au fost zece ani de prosperitate pentru califat. Eforturile lui al-Mansur de a construi numele dinastiei și trezoreria pe care a strâns-o i-au permis succesorului său să caute noi căi de a stabili autoritatea abbasidă, mai ales în sfera religioasă și în politica externă cu Bizanțul. 
Politicile lui al-Mahdi ținteau să facă califatul mai îndrăgit de supușii săi. Și-a început domnia cu grațierea prizonierilor politici și a stabilit o înaltă curte care examina problemele publice, și a căutat să îmblânzească povara taxelor din Irak punând bazele unui sistem de muqasama, un raport al taxelor ce era stabilit în proporție cu producția agricolă, în locul taxei fixe existente. Rebeliunile împotriva califatului s-au diminuat considerabil, cu excepția membrilor revoltei iraniene inițiată în 776 de faimosul „profet deghizat”, al-Muqanna. Această revoltă, care a pornit din orașul Kish din Khorasan, a ajuns până la urmă la Samarkand și a durat trei ani până a fost învinsă.

Răspunsul imediat al lui Muhammad al-Mahdi ibn al-Mansur la revolta lui Muqanna a fost de a trasa o limită mai clară între islam și zandaqa (erezie) și a dezvoltat o afiliere mai puternică între califat și islamul tradițional. Pentru a obține asta, el a investit mult în întreținerea Meccăi, drumului de pelerinaj și acțiunilor de caritate asociate cu hajj-ul. În 778 el a recondiționat Kaaba și a preluat extinderea moscheii sale, ceea ce includea adăugarea mozaicului decorativ. El a îmbunătățit drumul de pelerinaj din Irak spre Mecca, construind popasuri mai bune pentru călători de-a lungul drumului, era excesiv de generos cu donațiile pe care le făcea locuitorilor Meccăi, iar în anul 782 a adăugat o rețea poștală între Mecca, Medina și Yemen. Toată acestă atenție s-a adăugat practicilor deja stabilite ale califilor abbasizi de a face pelerinaje dese către Mecca (sau numeau un membru al familiei în locul lor pentru a conduce ceremonia în locul lor), precum și vizite ocazionale către Ierusalim și alocarea resurselor pentru întreținerea acestora.
Pe de altă parte, al-Mahdi este considerat a fi cel care a introdus la curtea sa moda iraniană și obiceiuri luxuriante care aveau în mod clar influențe străine. Califul nu mai ducea viața austeră pe care o dusese tatăl său, al-Mansur, ci ducea o viață poleită de lux și plină de distracții. În tot acest timp autoritățile guvernamentale țineau un control și mai stric asupra sistemului fiscal, pe care l-au îmbunătățit. .
De asemenea, în această perioadă, curtea abbasidă s-a întors către cultura tradițională a practicilor jama'i sunnī, precum și la obiceiurile medineze. Spre deosebire de omeyazi, abbasizii au demonstrat un interes către activitățile învățaților religioși și au încercat să îi facă să servească în posturi oficiale.
Începând cu al-Mahdi, califatul a început să își refacă simțită prezența în campaniile militare, pe care uneori califul le conducea în persoană, precum cea din 780, când a fost însoțit de fiul său Harun. Doi ani după ce Harun a fost pus la comanda propriei sale armate, acesta și-a dovedit calitățile de bun strateg, fapt ce i-a câștigat titlul de al-Rashid (ortodoxul) și a fost numit succesor la califat după al-Hadi.
Atenția pe care a acordat-o al-Mahdi conflictului bizantino-arab a format stâlpul de sprijin în propaganda sa religioasă în numele califatului. Aceste expediții au stabilit imaginea califului care a reluat misiunea neterminată ale primelor cuceriri islamice, și a revitalizat potențialul de cucerire a Constantinopolului. Pe lângă importanța sa religioasă, atenția crescândă a abbasizilor către frontiera Bizantină a subliniat politica de restaurare a rolului militar pentru fostele surse tribale de suport din Siria. 

## Moartea lui Muhammad al-Mahdi ibn al-Mansur
Al-Mahdi a murit subit în 785. În jurul morții sale s-au format diverse ipoteze referitoare la cauza morții lui, dintre care faptul că ar fi murit din pricina unei pere otrăvite sau într-un accident de vânătoare. 

Al-Mahdi a fost succedat de al-Hadi, și a avut o fiică, Banuqa (n. 767 – d. 783).